# Håvard Moseby
Håvard Moseby, né le 28 juillet 1999, est un fondeur norvégien.

## Biographie
Moseby, licencié au Kjelsås IL, court ses premières compétitions officielles de la FIS en 2016 à Steinkjer, où il enregistre sa première victoire. Prolifique en termes de victoires lors de la saison 2016-2017, il prend part aux Championnats du monde junior en 2018, pour ses débuts avec l'équipe nationale, arrivant à cette occasion cinquième du dix kilomètres classique, puis contribuant à la victoire de son équipe au relais (médaille d'or). Lors de l'édition 2019 à Lahti, il gagne cette fois-ci la médaille d'argent à l'issue du trente kilomètres classique. 
En 2019-2020, il passe dans la catégorie U-23, pour faire ses débuts en Coupe de Scandinavie, avec une treizième place à Vuokatti et décrocher deux médailles aux Championnats du monde des moins de 23 ans à Oberwiesenthal, dont l'or au relais et le bronze au trente kilomètres. Aux Championnats du monde des moins de 23 ans, à Vuokatti, il conserve son titre sur le relais, tandis que son meilleur résultat individuel est cinquième du quinze kilomètres. À l'été, il se blesse sérieusement à l'entraînement au niveau du bassin, puis se rétablit avec l'aide de multiples séances de natation, et revient en forme pour la saison 2021-2022, impressionnant même avec une troisième place à Beitostølen en préparation.
Il fait alors ses débuts en Coupe du monde en décembre 2021 à Lillehammer, prenant la huitième place du quinze kilomètres libre, synonyme aussi de premiers points pour le classement général.

## Palmarès

### Coupe du monde
- Meilleur résultat individuel : 8e.
- 1 podium d'étapes sur le Tour de Ski : 1 troisième place.

#### Classements par saison
| Saison / Épreuve | Général | Général | Distance | Distance | Sprint | Sprint |
| ---------------- | ------- | ------- | -------- | -------- | ------ | ------ |
| Saison / Épreuve | Place   | Points  | Place    | Points   | Place  | Points |
| 2022             |         |         |          |          |        |        |

### Championnats du monde junior
- Goms 2018 :
  -  Médaille d'or du relais.
- Lahti 2019 :
  -  Médaille d'argent du trente kilomètres classique.

### Championnats du monde des moins de 23 ans
- Oberwisenthal 2020 :
  -  Médaille d'or du relais.
  -  Médaille de bronze du trente kilomètres.
- Vuokatti 2021 :
  -  Médaille d'or du relais.